# Culicoides phaeonotus
Culicoides phaeonotus är en tvåvingeart som beskrevs av Wirth och Blanton 1959. Culicoides phaeonotus ingår i släktet Culicoides och familjen svidknott.
Artens utbredningsområde är Panama. Inga underarter finns listade i Catalogue of Life.